# Забриски, Дэвид
Дэ́вид Забри́ски (англ. David Zabriskie; род. 12 января 1979; Солт-Лейк-Сити, США) — американский профессиональный шоссейный велогонщик, выступающий за команду Garmin-Barracuda. Выигрывал этапы на гонках Джиро д’Италия, Тур де Франс и Вуэльта.

## Биография
В октябре 2012 года Антидопинговое агентство Соединённых Штатов USADA дисквалифицировала Забриски на 6 месяцев в связи с делом Армстронга. Его результаты с 31 мая 2003 года по 31 июля 2006 года, включая две победы в чемпионате США и победы на этапах Гранд Туров, аннулированы.